# Friday Night Funkin'
Friday Night Funkin' (скраћено FNF) је ритмичка видео-игра први пут објављена као демо 2020. године за Гејм Џем. Игрицу је развила програмерска група под називом Фанкин Кру коју су чинили четири корисника платформе Њуграундс. Игра дели неке карактеристике са игром Денс денс револушн и игрицама са платформе Флеш. FNF је заслужан за враћање корисника на платформу Њуграундс, сајт који је био популаран почетком 2000-их година. 
Игра се углавном врти око главног лика, Дечка, који мора да победи различите карактере у такмичењима у певању и реповању да би наставио да излази са својом девојком. Игра се врти око ударања нота са уносима који имају ограничено време избегавајући губитак здравствених поена током трајања песме.
Игра је првобитно направљена 5. октобра 2020. за Лудум Дејр 47 Гејм Џем.

## Игра
Friday Night Funkin' је ритмичка игра у којој играч контролише лика под именом Дечко, који мора да победи низ противника да би наставио да излази са својом девојком. Играч мора проћи више нивоа, који се у игрици називају ,,недељама", који садрже по три песме. Сваке недеље, играч се суочава са другачијим противником, иако неки одступају по структури од овога због укључивања више противника. Током игре, противник ће певати шаблон нота (представљених као стрелице) које играч затим мора да одгледа помоћу тастера са стрелицама или тастерима W, A, S и D. Неке песме уводе компликованије шаблоне, при чему се шаблон играча понекад разликује од противничког или оба играча који учествују у дуету.
За сваку недељу, играч има опцију да изабере једну од три тежине: Лако, Нормално или Тешко. Како се тежина повећава, брзина долазних стрелица се повећава, и шаблони стрелица постају комплекснији. Најбољи резултат играча на свакој тежини се прати и приказује у горњнем углу екрана за избор недеље. Игра садржи два различита начина игре: кампању приче у којој се песме пуштају линеарно и режим ,,слободне игре" који омогућава слободан одабир било које музичке нумере у игрици. 

## Девелопмент
Корисник Ninjamuffin99 је окупио мали тим креатора са платформе Њуграундс да креирају почетни прототип Friday Night Funkin' за своје учешће фестивала Лудум Дејр 47 у октобру 2020. године, који је садржао само неколико музичких нумера и коме су фалили доста делова корисничког интерфејса. Упркос свом простом дизајну, прототип је постигао неочекивани успех, што је довело до многих захтева за комплетну игру. Као одговор, Ninjamuffin99 је изјавио да има планове да настави дивелопмент игре.
Ninjamuffin99 ће касније ажурирати ову демонстрацију 1. новембра 2020., што је додало неколико додатних менија и опција, као и 2. недељу. Интересовање за игру се повећало, а брзо је постала позната на платформи Њуграундс јер је привукла значајну пажњу путем платформи као што су Јутјуб, Твитер, ТикТок и Твич. Музичка композиција игре, коју је направио Каваи Спрајт, је бесплатно доступна на Бендкампу и Спотифају.
У фебруару 2021. године, Ninjamuffin99 је затражио од Нинтенда да дозволи да се његова игра пренесе на Нинтендо Свич. Међутим, његов захтев је одбијен, највероватније зато што је игра била недовршена.
Седма недеља је објављена као темпирана ексклузива на платформи Њуграундс. Због повећања саобраћаја на платформи Њуграундс, сајт је пао. Игра је завршила своје недељно ажурирање након седме недеље, при чему су се програмери уместо тога фокусирали на рад на целој игри, под називом Friday Night Funkin': Цела игра.
У мају 2024. године објављена је нова недеља под називом „Викенд 1“. Ово је било највеће велико ажурирање које је игра видела од априла 2021. године, када је објављена седма недеља. У њему се налазе ликови из серије Pico's School: Pico, Nene, and Darnell.

## Модовање
Игра има активну заједницу за модовање због свог отвореног кода, што омогућава примену садржаја направљеног од стране играча. Као резултат тога, завршена игра ће добити подршку за модовање користећи Полимод фрејмворк.